# Mawangdui
Mawangdui (cinese: 馬王堆T, 马王堆S, Mǎ WángduīP) è un sito archeologico cinese situato vicino alla città di Changsha, capoluogo della provincia dello Hunan. Nel sito sono state scoperte nel 1971 e portate alla luce negli anni successivi tre tombe risalenti alla dinastia Han (II secolo a.C.). Durante gli scavi sono stati rinvenuti i resti del marchese di Dai, della moglie e di uno dei figli nonché un totale di circa tremila reperti di straordinaria fattura e perfettamente conservati.
I reperti erano custoditi insieme ai corpi all'interno di bare ciascuna di essa inserita dentro due sarcofagi, come una matrioska, originariamente sigillati e interrati alla profondità di alcune decine di metri. Una delle tre tombe era ancora sigillata e una volta aperta ha rivelato al suo interno il corpo mummificato di una donna immerso in un liquido di conservazione che ne ha mantenuto i tessuti perfettamente conservati dopo più di duemila e duecento anni dalla morte.
Il ritrovamento è stato definito come una delle maggiori scoperte archeologiche cinesi del XX secolo e paragonata, per importanza scientifica e storica alla tomba di Tutankhamon.

## Storia del ritrovamento

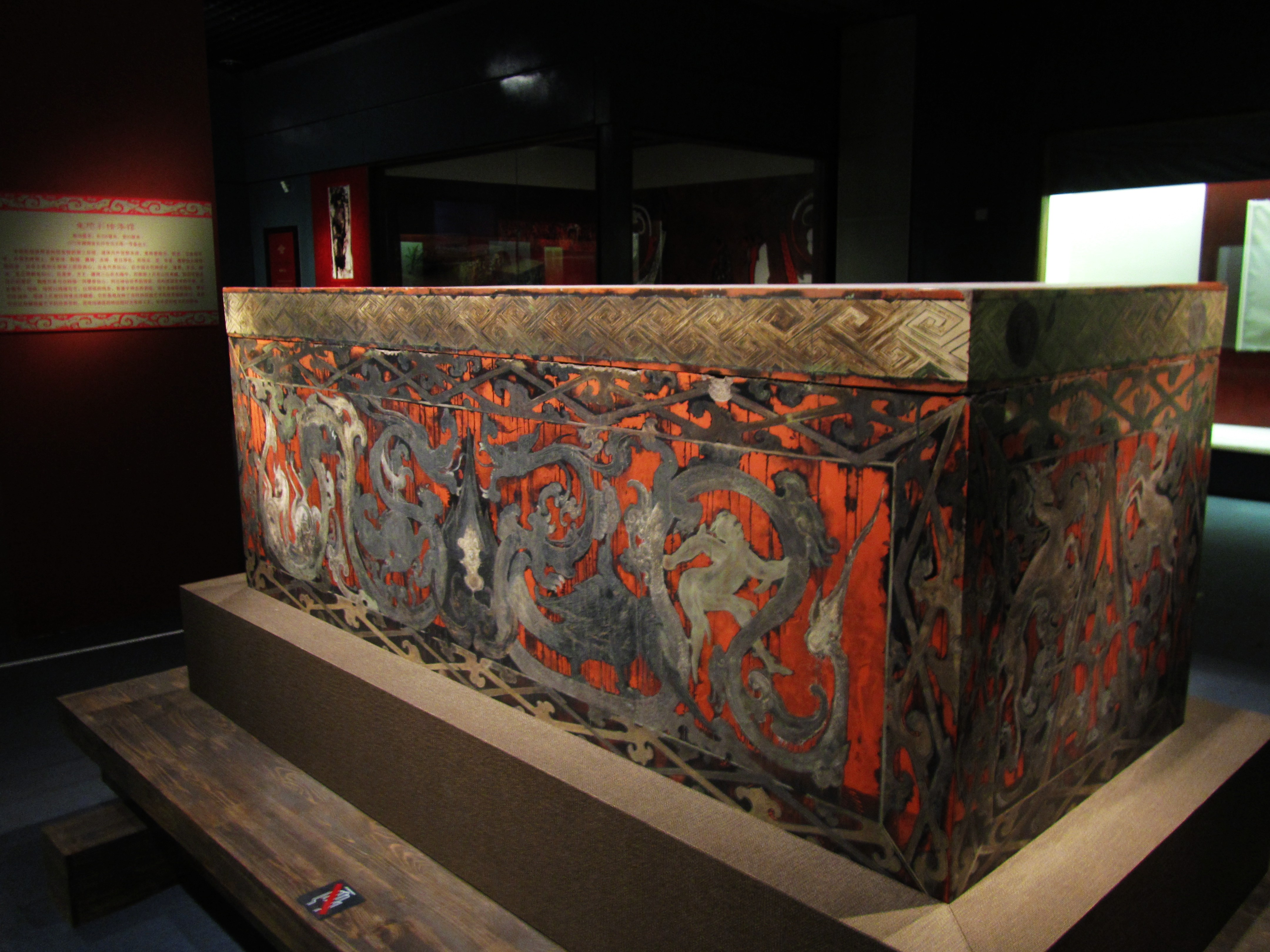
La bara in legno laccato ritrovata nella tomba numero uno a Mawangdui.

Nei pressi della città di Changsha nella provincia del Hunan da tempo circolavano leggende intorno a una presunta tomba di un re situata sotto due tumuli a forma di sella di cavallo e chiamata popolarmente Ma Wang Dui (tradotto come "tumulo dei re Ma") o Shuang nu fen (tradotto come "tomba delle due donne"). Nel 1951 l'archeologo Xia Nai ritenne che il luogo dovesse nascondere una tomba della dinastia Han. Nel 1971 questa teoria fu avvalorata dal ritrovamento della prima delle tre tombe successivamente portate alla luce. La scoperta avvenne durante gli scavi per la costruzione di un ospedale, grazie all'osservazione di un fuoco fatuo sviluppatosi dal terreno smosso. L'eccezionale scoperta, avvenuta durante la rivoluzione culturale diede nuovo impulso alle ricerche archeologiche che negli anni settanta erano state trascurate. Gli scavi furono condotti, sotto il coordinamento dell'Istituto cinese di ricerche archeologiche, dallo studioso Xia Nai aiutato da almeno 1500 volontari e da alcune unità dell'esercito cinese.

## Tomba n° 1

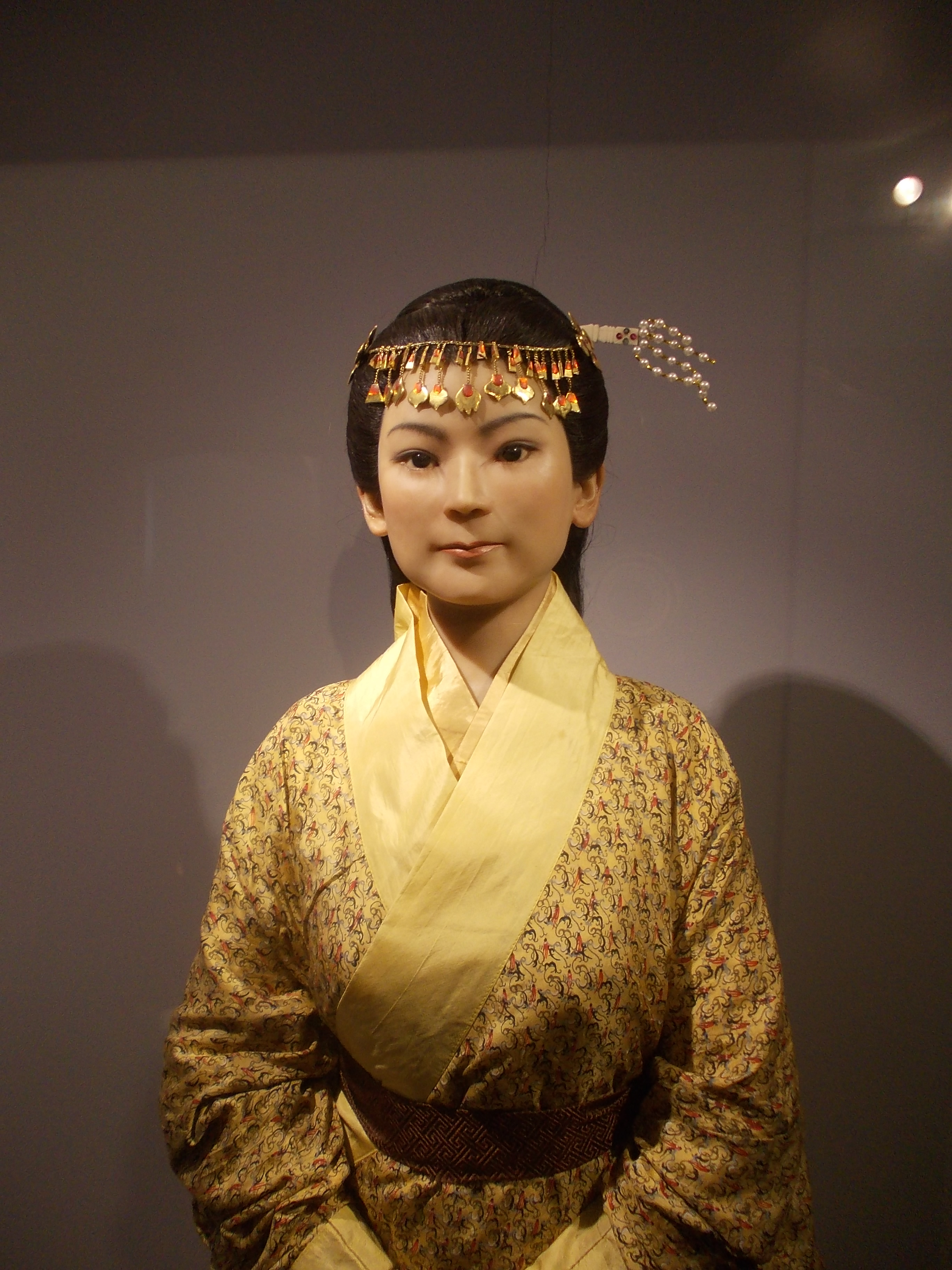
Xin Zhui (in cinese:), anche conosciuta come Signora Dai, fu la moglie del marchese Li Cang. Riproduzione su cera dal calco della mummia rinvenuta a Mawangdoui.

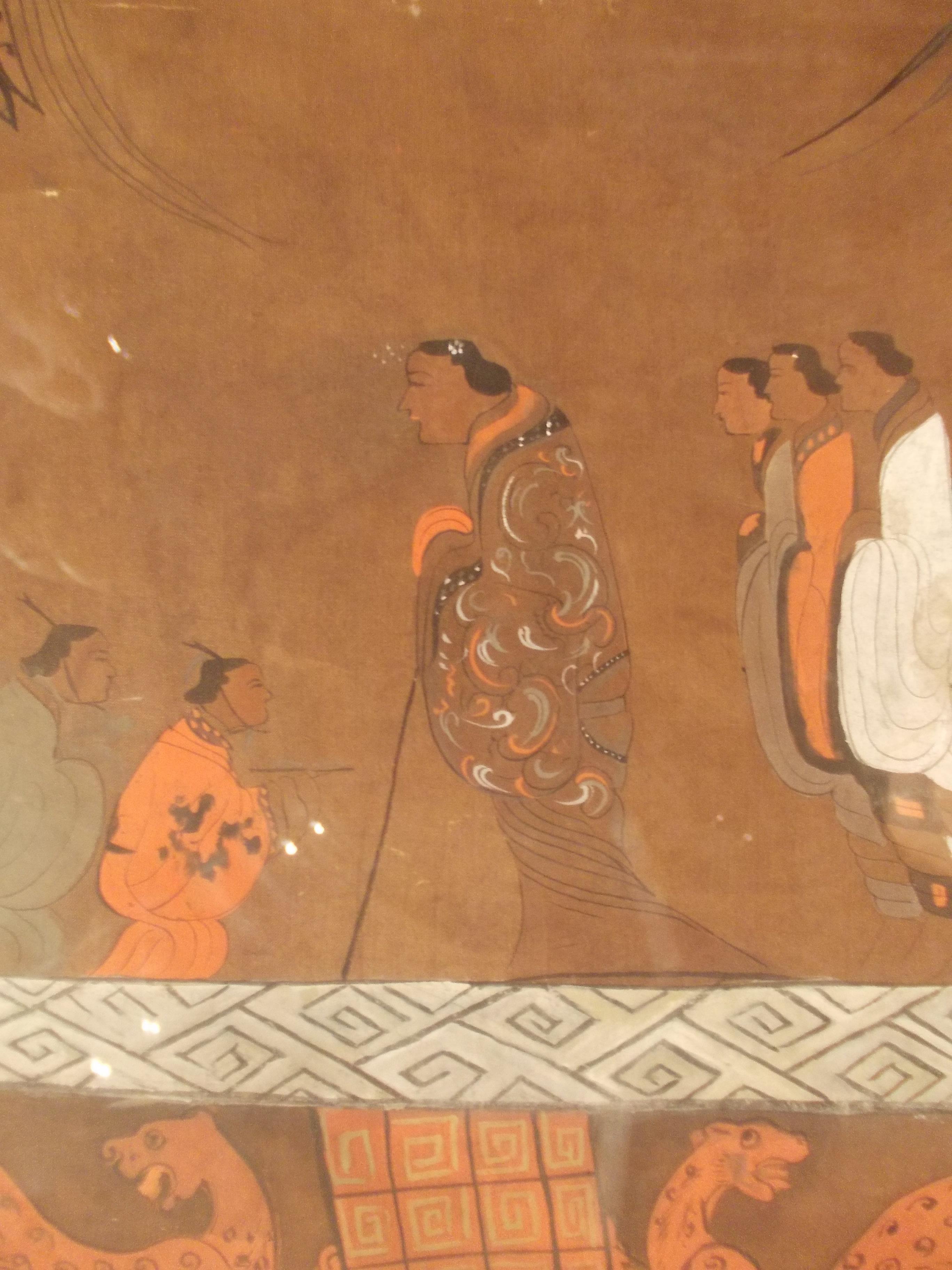
Xin Zhui: ritratto su un arredo tombale in seta ritrovato nella sua tomba a Mawangdui.

Gli scavi della tomba numero uno sono stati condotti dal 16 gennaio al 28 aprile 1972. Gli archeologi portarono alla luce una serie di tre sarcofagi uno dentro l'altro, perfettamente sigillati e interrati alla profondità di quasi venti metri, protetti da una struttura in legno e ricoperti da quintali di carbone vegetale e argilla pressata e infine da tonnellate di terreno. L'apertura dell'ultimo sarcofago rivelò la presenza di una mummia di donna, immersa in un liquido di conservazione. La salma si rivelò essere il corpo di Xin Zhui (in cinese: 辛追S, Xīn ZhuīP)), anche conosciuta come Signora Dai, la moglie del marchese Li Cang. L'autopsia condotta appurò la causa della morte della donna, dell'età presunta di circa cinquanta anni. Un'ingente quantità di semi di melone ritrovati nell'intestino della donna fanno pensare che la donna sia morta a causa di una colecistite. La tomba è stata l'ultima delle tre ad essere stata scavata, il che lascia intendere che Xin Zhui fosse sopravvissuta al marito e al figlio, seppelliti rispettivamente nella tomba numero due e tre.
Nel sarcofago sono stati trovati più di mille reperti di eccezionale fattura; sete dipinte, vasellame in legno laccato, testi scritti su listelli di bambù, statuette e monili costituivano il corredo funebre della donna. Tra le principali scoperte va segnalato lo stendardo di seta straordinariamente intatto (205 di lunghezza x 92 cm di larghezza massima, e 47,5 cm di larghezza minima) deposto sul coperchio della bara più interna che viene considerato il capolavoro della pittura su seta di tutto il I millennio a.C.

## Tomba n° 2

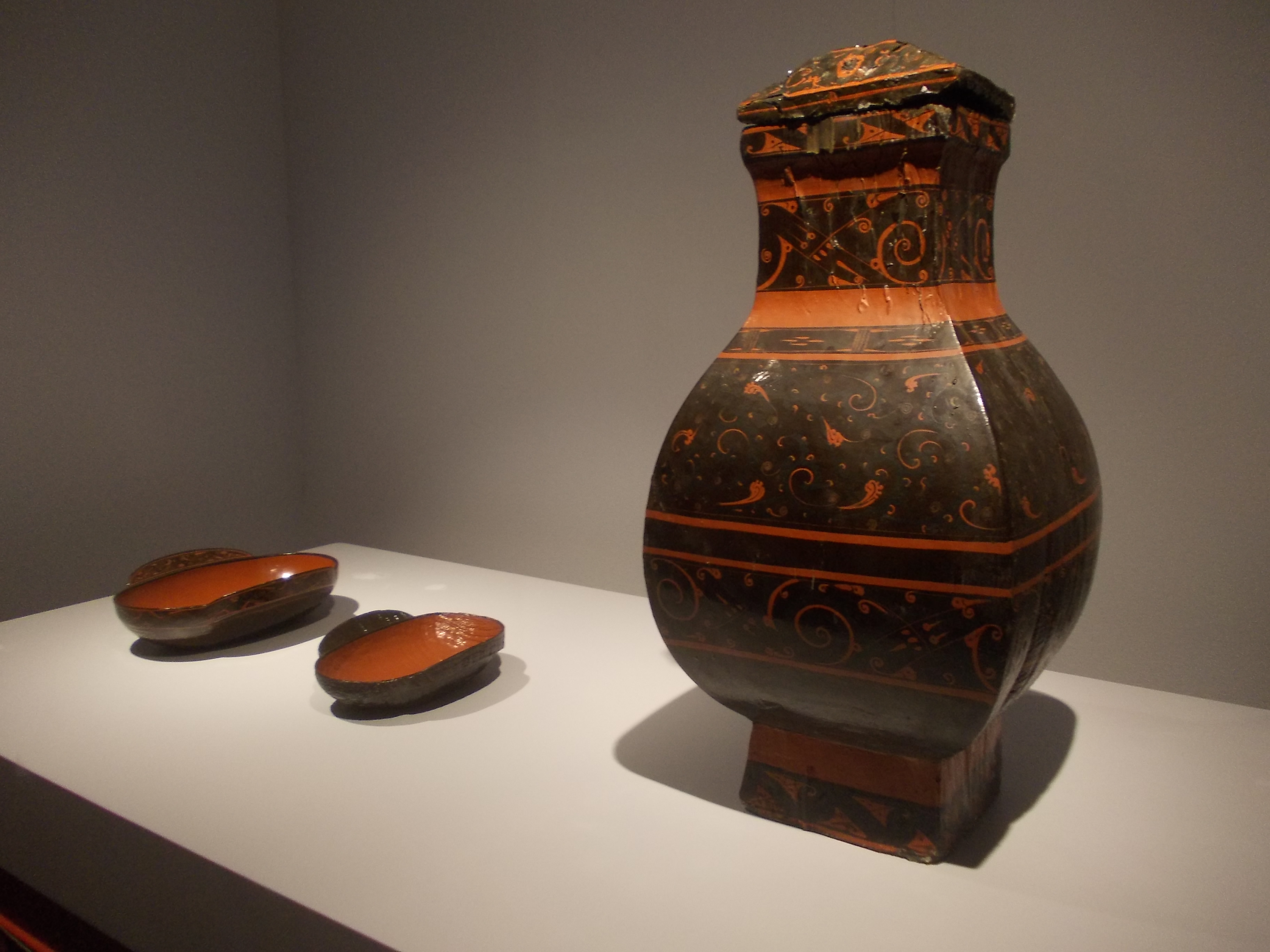
Vasellame in legno laccato.

Gli scavi della tomba numero due sono stati condotti dal 18 dicembre 1973 al 13 gennaio 1974. La tomba, si rivelò essere stata gravemente danneggiata da precedenti scavi abusivi. Furono inoltre rinvenuti circa duecento reperti tra stoviglie in legno laccato, giade e bronzi, una quantità nettamente inferiore rispetto a quella rinvenuta nelle altre due tombe, ma comunque di eccezionale valore artistico e storico. I sigilli apposti su due vasi di bronzo e uno di giada hanno permesso di risalire all'identità dell'occupante della tomba: il marchese Li Cang, cancelliere del regno di Changsha.

## Tomba n° 3

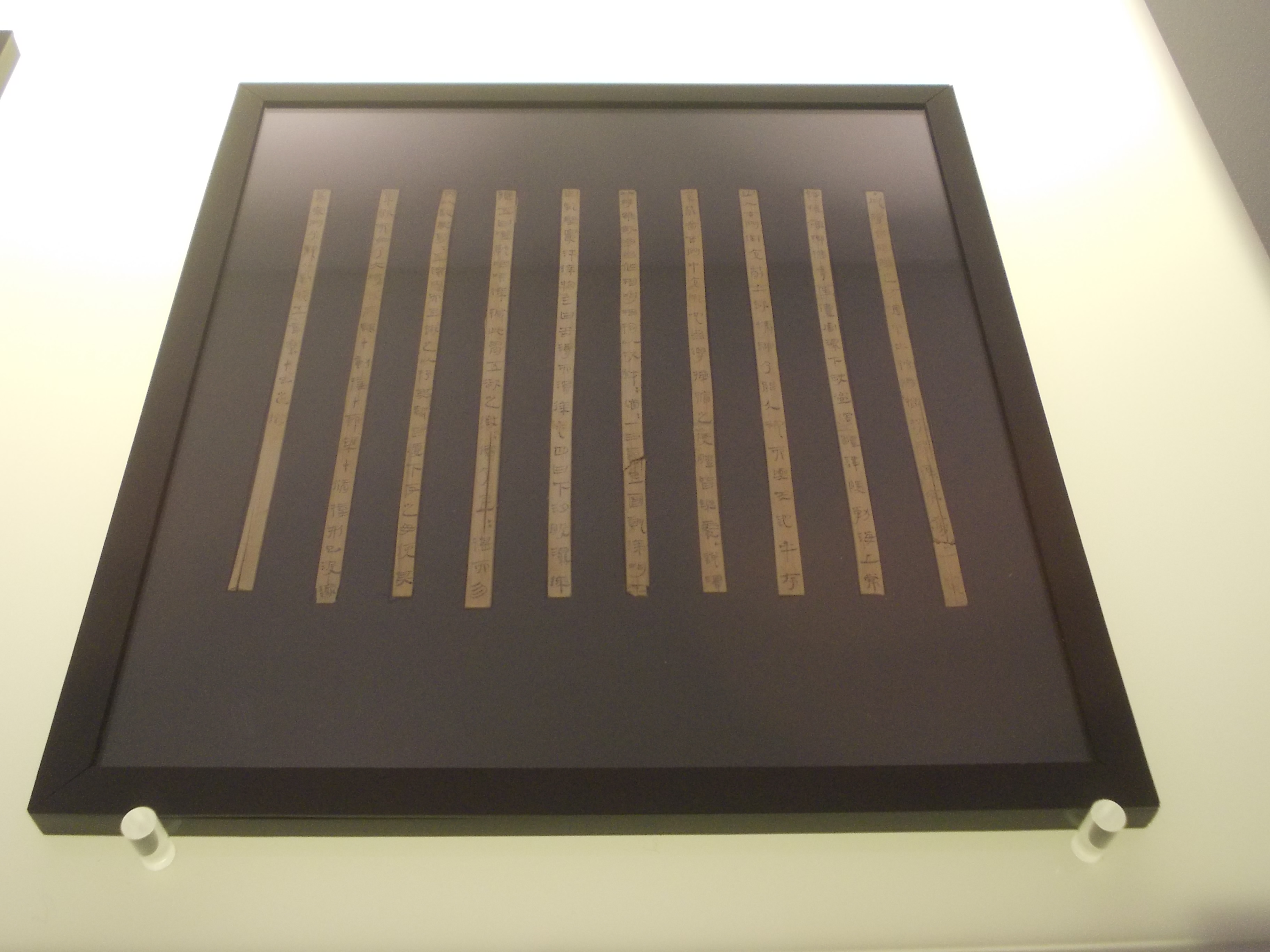
Ideogrammi dipinti su listelli di legno ritrovati a Mawangdui.

Gli scavi della tomba numero tre sono stati condotti tra il 19 novembre e il 13 dicembre 1972. La tomba numero 3, come anche la 2, risultava danneggiata dalla successiva costruzione della tomba numero 1. In fondo a una fossa di 17,8 metri era stata posizionata una struttura in legno che conteneva tre sarcofagi uno dentro l'altro l'ultimo dei quali conteneva i resti ossei di un uomo dell'età di circa trent'anni, uno dei figli di Li Cang, identificato con buona probabilità nel suo successore, Li Xi, oppure in un altro che ricopriva un'importante posizione militare, come testimonierebbero le armi rinvenute. Secondo altri studiosi invece la tomba potrebbe appartenere al fratello di Li Cang.
Un'iscrizione su una tavoletta in legno trovata nella tomba indicava la data di sepoltura dell'uomo corrispondente al 168 a.C. Tra gli oggetti rinvenuti una grande quantità di listelli di bambù e di seta recanti su di esse dei testi manoscritti, l'equivalente degli odierni libri. Alcuni di questi reperti risalivano a quarant'anni prima della sepoltura e altri erano copie di testi ancora più antichi risalenti agli anni 300 a.C. già noti agli studiosi. I manoscritti erano conservati in un contenitore di legno laccato riposto in una delle quattro nicchie poste esternamente a uno dei sarcofagi interni.
I testi ritrovati spaziano tra molti campi: filosofia, divinazione, magia, astrologia, geografia e storia. La loro quantità e varietà identificano l'uomo sepolto come un accanito e versatile lettore. In particolare sono stati rinvenuti moltissimi testi di carattere medico alcuni dei quali attestano le conoscenze della fisiologia umana dell'epoca: le terapie mediche descritte si basano principalmente sull'idea che nel corpo umano l'equilibrio dei vapori determini lo stato di salute del paziente. L'agopuntura, medicina tradizionale cinese, non è tuttavia menzionata in nessuno dei molti testi medici ritrovati. Tra i rimedi medici descritti vi sono almeno 425 ricette per il confezionamento di medicinali o fatture magiche per la cura dei più disparati disturbi tra cui tonici, afrodisiaci, cicatrizzanti ed esorcismi.
Fra i manoscritti è inoltre di particolare importanza il rinvenimento di due differenti versioni, forse le più antiche, del Daodejing (o Tao tê ching secondo il sistema Wade-Giles), importante testo di filosofia daoista (o taoista) che durante la dinastia Han circolava con il nome di Laozi, lo stesso del presunto autore.